# Fritzing

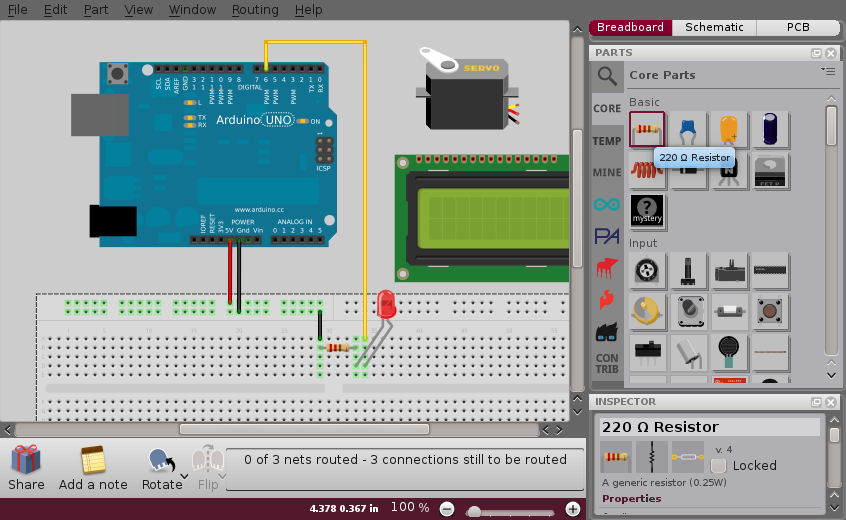
Fritzing - pohled "montážní deska"

Fritzing je open-source hardware iniciativa (obdoba open-source software), která chce zjednodušit návrh a výrobu elektronických zařízení. Vznikla v Německu na Univerzitě aplikovaných věd v Postupimi.

## Platforma

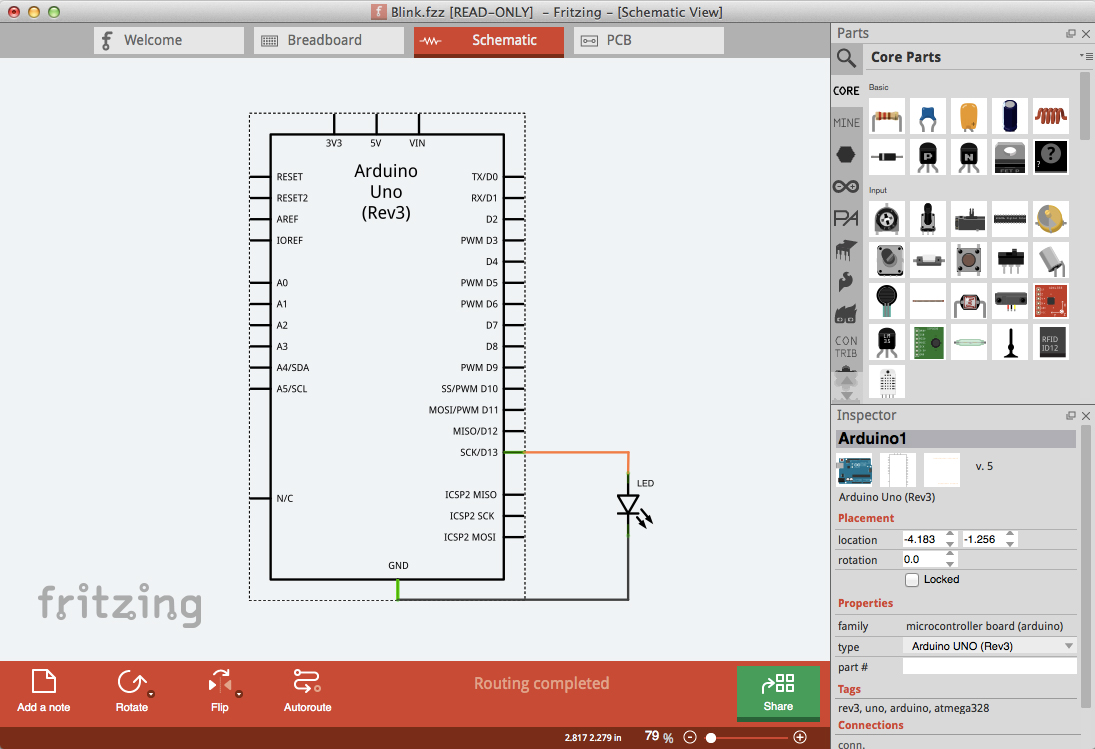
Fritzing - pohled "schéma"

Fritzing staví na třech základních kamenech:
- programovací jazyk Processing,
- mikrokontroléry Arduino,
- nepájivé kontaktní pole.

Vývojové prostředí Fritzing nabízí tři pohledy na zapojení obvodu:
- nepájivé kontaktní pole (v české lokalizaci programu „montážní deska“, anglicky „breadboard view“),
- schéma (anglicky „schematic view“),
- deska plošných spojů (v české lokalizaci programu „PCB“, anglicky „PCB view“).

Mezi jednotlivými pohledy lze kdykoli přepínat. K sestavování obvodů je k dispozici mnoho součástek a také je možné definovat si vlastní. Návrh desky plošných spojů se zjednodušuje pomocí „automatického routování“, kdy program sám navrhne řešení a uživatel je upraví podle svých požadavků.

## Filozofie

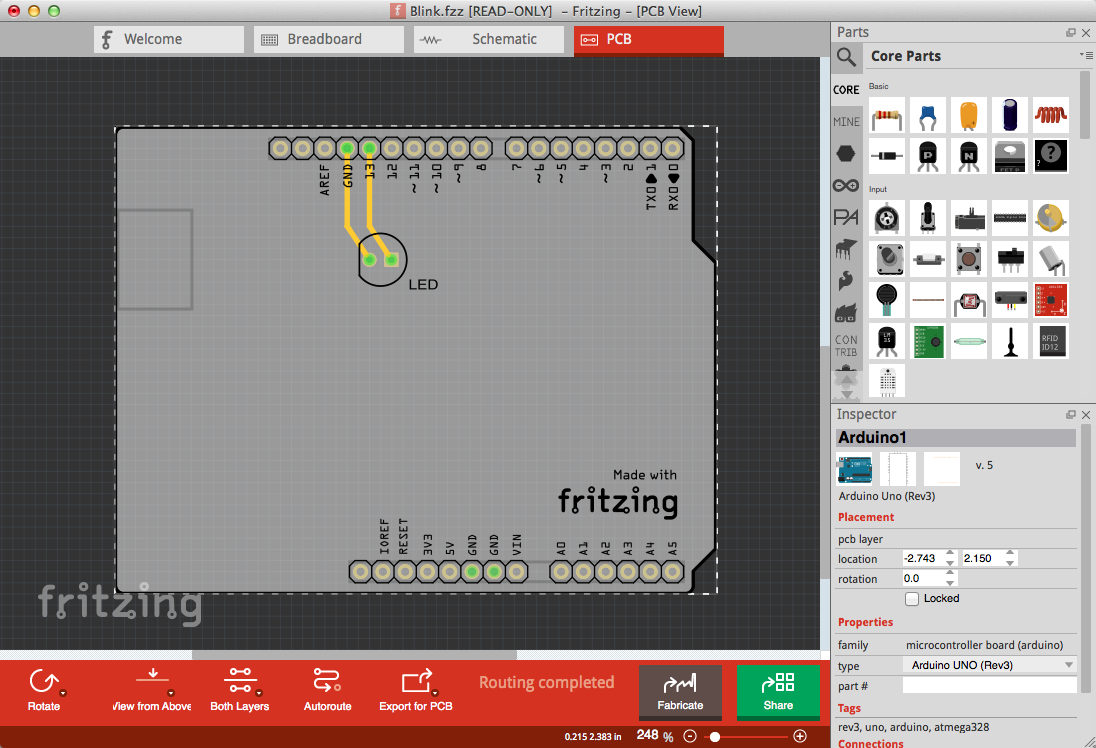
Fritzing - pohled "PCB"

1. Prototyp elektronického zařízení sestavíte a odzkoušíte na nepájivém kontaktním poli.
2. Zapojení překreslíte ve Fritzing v pohledu „montážní deska“.
3. V pohledu „schéma“ zkontrolujete zapojení.
4. Desku plošných spojů navrhnout v pohledu „PCB“.
5. Lze si objednat výrobu desky plošných spojů.
6. Svůj projekt můžete sdílet s ostatními.